# Marfaux
Marfaux je francouzská obec v departementu Marne v regionu Grand Est. Žije zde 111 obyvatel.

## Geografie

### Sousední obce
| Růžice kompasu |          | Courmas | Sacy   | Růžice kompasu |
| Růžice kompasu | Chaumuzy | Sever   | Écueil | Růžice kompasu |
| Růžice kompasu | Chaumuzy | Marfaux | Écueil | Růžice kompasu |
| Růžice kompasu | Chaumuzy | Jih     | Écueil | Růžice kompasu |
| Růžice kompasu |          | Pourcy  |        | Růžice kompasu |